# Niemieczkowo
Niemieczkowo – wieś sołecka w Polsce położona w województwie wielkopolskim, w powiecie obornickim, w gminie Oborniki.

## Historia
Wieś związana była pierwotnie z Wielkopolską. Ma metrykę średniowieczną i istnieje co najmniej od drugiej połowy XIV wieku. Wymieniona została w łacińskim dokumencie z 1361 jako "Nemeczkowo", 1387 "Nemeczkovo", 1418 "Nyemeczkowo Maior", 1422 "Nemeczcowo", 1428 "Nyemeczcowo", 1435 "Nyemyeczkowo", 1443 "Nyemyeczcowo", 1489 "Myemyeczkowo", 1508 "Nyemyeczkovo", 1563 "Niemieczkowo".
Miejscowość była początkowo własnością szlachecką, należącą do Niemieczkowskich herbu Przosna - lokalnego rodu wielkopolskiego, który od nazwy wsi przyjął odmiejscowe nazwisko. W 1436 wieś leżała w powiecie poznańskim Korony Królestwa Polskiego. W 1508 odnotowana została w parafii Objezierze.
Pierwszy znany historykom zapis o miejscowości pochodzi z 1361 i mówi o tym, że Jarota niegdyś dziedzic w Niemieczkowie oraz teść Dominika z Popowa (koło Śmigla, obecnie Popowo Stare) był tenutariuszem w Żernikach.
Kolejne zapisy pochodzą z lat 1386-1488 i dotyczą kilku spraw sądowych Mścigniewa z Niemieczkowa. W 1386 przegrał on proces z sędzią kaliskim Mikołajem z Wenecji oraz Chomiąży o 12 sztuk bydła, połcie słoniny oraz pieniądze. W 1386-1388 prowadził on także inne spory sądowe. W 1386 z kmieciami z Chlewisk o 20 grzywien. W 1386 z Piotrem kmieciem z Nieczajny o konia wartości 16 grzywien, a w latach 1386-1388 z kmieciami kasztelana santockiego Dziersława Grocholi z Ostroroga.
W 1387 Bieniasz komandor zakonu joannitów ze św. Jana Jerozolimskiego za murami Poznania oraz dziedzice Wielżyna prowadzili przed sądem ziemskim spór o rozgraniczenie pomiędzy Niemieczkowem a Wielżynem. W 1443 odnotowany został młynarz we wsi oraz inni mieszkańcy. W latach 1508-1509 odnotowano zbożowy młyn wodny o jednym wodnym kole. W 1535 odnotowano młyn jako opustoszały. W 1580 wspomniano młyn doroczny o dwóch kołach, a w 1510 młyn wodny, staw oraz staw rybny koło dworu niemieczkowskiego. Dwór szlachecki w Niemieczkowie odnotowano także w 1533.
Niemieczkowscy byli właścicielami wsi na przełomie XIV i XV wieku. W latach 1394-1411 Adam Niemieczkowski, Jan Niemieczkowski wraz z dwoma braćmi Mścigniewem i Mikołajem toczyli przed sądem ziemskim spór z Mikołajem z Popowa i w konsekwencji zostali utrzymani w prawach do Niemieczkowa ze wszystkimi jego pożytkami. W latach 1418-1435 właścicielem we wsi był Jan Niemieczkowski z Niemieczkowa oraz Wielżyna i Osowa, herbu Przosna. Został on odnotowany w kilku procesach majątkowych. W 1397 naganiony przez wojewodę poznańskiego Sędziwoja z Szamotuł dowodził przed sądem, że jest rzadkiej odmiany herbu Przosna z wizerunkiem "pół lwa z głową panny". W 1436 Jan zapisał swojej żonie Beacie po 100 grzywien posagu oraz wiana na Niemieczkowie oraz na Osowie.
W pierwszej połowie XVI wieku doszło do transakcji przy której opisano okolicę wsi z podaniem szeregu lokalnych nazw. W 1527, za zgodą króla Polski Zygmunta I Starego, Jan i Stanisław Niemieczkowscy dali Janowi Mierzewskiemu z Mierzewa w powiecie gnieźnieńskim, pełniącemu funkcję komandora joannitów ze św. Jana za murami Poznania, całą ziemię wraz z brzegiem rzeki Samicy położone koło Chrostowa, w zamian za brzeg rzeki i ziemię koło Niemieczkowa, poczynając od miejsca zwanego "Wierzchowiska Przestań", dalej wzgórzem przez błoto zwanym "Oparzysko Małe" aż do drugiego wzgórza przy polach wsi Chrostowo i do błota zwanego "Oparzysko Wielkie" w kierunku drogi z Niemieczkowa do Obornik i dalej prosto do końca zarośli zwanych "Zapowiedź", przez wzgórze do lasku zwanego "Goły Borek" do wzgórza naprzeciw Niemieczkowa, a stamtąd prosto do strumienia dzielącego wsie Niemieczkowo i Chrostowo.
Miejscowość odnotowano również w historycznych rejestrach poborowych dzięki czemu zachował się obraz gospodarczy miejscowości z XV-XVI wieku. W 1508 miał miejsce pobór od 8,5 łana, 6 groszy od karczmy oraz wiardunek z młyna o jednym kole wodnym. W 1509 pobrano podatki od 8,5 łana, od młyna 6 groszy oraz od 3 grosze od karczmy. W 1535 pobrano podatki od opuszczonego młyna. W 1563 pobór od 4 łanów, karczmy dorocznej oraz od człowieka luźnego. W 1566 pobór z Niemieczkowa zapłacił dziedzic Krzysztof Niemieczkowski herbu Przosna. W 1577 pobór podatkowy ze wsi zapłacił  Bartłomiej Niemieczkowski. W 1580 Bartłomiej Niemieczkowski zapłacił od 5 półłanków, 4 zagrodników, młyna dorocznego o dwóch kołach wodnych oraz 4 grosze od niewielkiej roli karczmarskiej.
Wieś szlachecka położona była w 1580 roku w powiecie poznańskim województwa poznańskiego w Rzeczypospolitej Obojga Narodów. Wskutek II rozbioru Polski w 1793, miejscowość przeszła pod władanie Prus i jak cała Wielkopolska znalazła się w zaborze pruskim.
W czasie okupacji niemieckiej w tutejszej leśniczówce działał zapasowy punkt kontaktowy Obwodu Armii Krajowej Oborniki, mimo że organizowano tutaj polowania dla wysokich urzędników okupacyjnych, w tym Artura Greisera. Ukrywano tu m.in. doktora Franciszka Łazarewicza, konspiratora, obecnie jednego z patronów ulic w Obornikach. Punktem zawiadywał leśniczy Bolesław Sreybrzykowski.
W latach 1975–1998 miejscowość administracyjnie należała do województwa poznańskiego.